# Carnataca
Carnataca (em canarês: ಕರ್ನಾಟಕ Karnāṭaka) é um dos estados da Índia, localizado no sul do país. A língua oficial é o canará. Duas das principais cidades são o porto de Mangalor e a capital, Bangalor. Seus limites são os Estados de Goa e Maarastra a noroeste, Andra Pradexe a leste, Tâmil Nadu a sudeste e Querala a sul, além da costa sudoeste no mar Arábico.
Apesar de muitas etimologias terem sido sugeridas para o nome Carnataca, a mais aceita é a de que Carnataca deriva das palavras em canará karu e nādu, significando terra elevada. Karu nadu também pode ser entendido como karu (negra) e nadu (região), como referência ao vertisol encontrado na região de Bayaluseeme em Carnataca.
A presença humana no terrítorio de Carnataca atual data do Paleolítico, e Carnataca também foi o lar de alguns dos impérios mais poderosos da Índia Antiga. Os filósofos e bardos musicais patrocinados por esses impérios lançaram movimentos sociorreligiosos e literários que duram até hoje. Carnataca contribuiu significativamente para ambas as formas de música clássica indiana, a Música de Carnataca e as tradições musicais hindus. Escritores da língua canará receberam o maior número de prêmios Jnanpith na Índia. Bangalor é a capital do estado e está à frente do rápido desenvolvimento econômico e tecnológico que a Índia está experienciando. Segundo dados de 2011, tem 61 130 704 habitantes, sendo o 9º estado mais populoso da Índia, sendo mais populoso que muitos países do mundo, incluindo a Itália, a Espanha e a Coreia do Sul.

## História

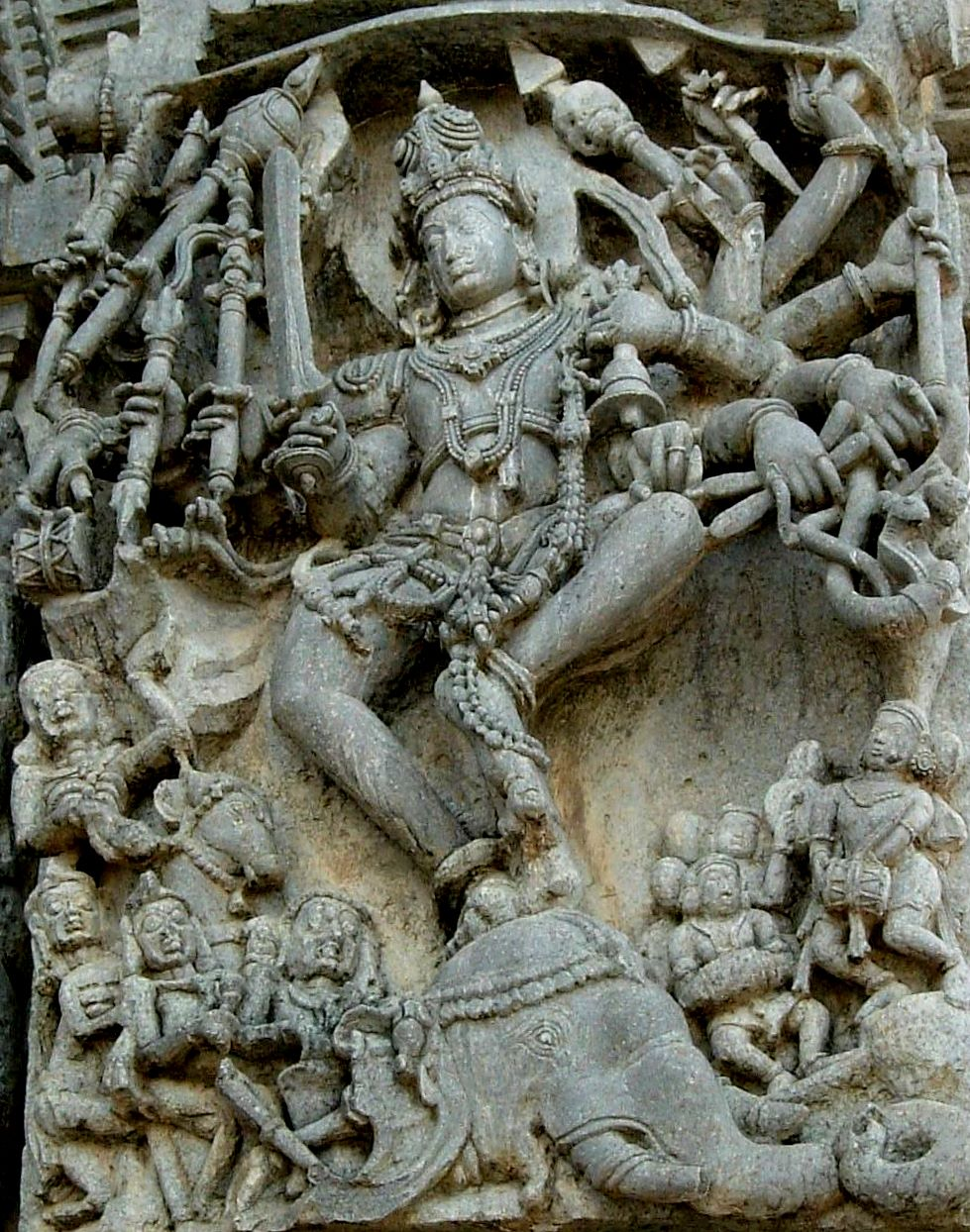
Escultura do Império Hoisala, em Belur

A história de Carnataca pode ser traçada desde uma cultura de machados paleolítica evidenciada pelas descobertas de, entre outras coisas, machados e talhadores na região. Evidências de culturas neolíticas e megalíticas também foram encontradas no estado. Descobriu-se que o ouro descoberto em Harapa era importado de minas em Carnataca, fazendo com que os estudiosos propusessem contatos hipotéticos entre a antiga Carnataca e a Civilização do Vale do Indo em 3 000 a.C..
Anteriormente ao século III, a maior parte de Carnataca era parte do Império Nanda, antes de ser subjugada ao Império Máuria de Açoca. Quatro séculos de reinado da dinastia Satavana se seguiram. Os Satavanas tinham o controle de grandes áreas de Carnataca. O declínio do poder dos Satavana levaram à ascensão dos reinos nativos mais antigos, os Cadambas e os Gangas Ocidentais, marcando a emergência da região como uma entidade política independente. A dinastia Cadamba, fundada por Mayurasharma, tinha como capital Banavasi; a dinastia Ganga Ocidental se formou com Talakad como capital.

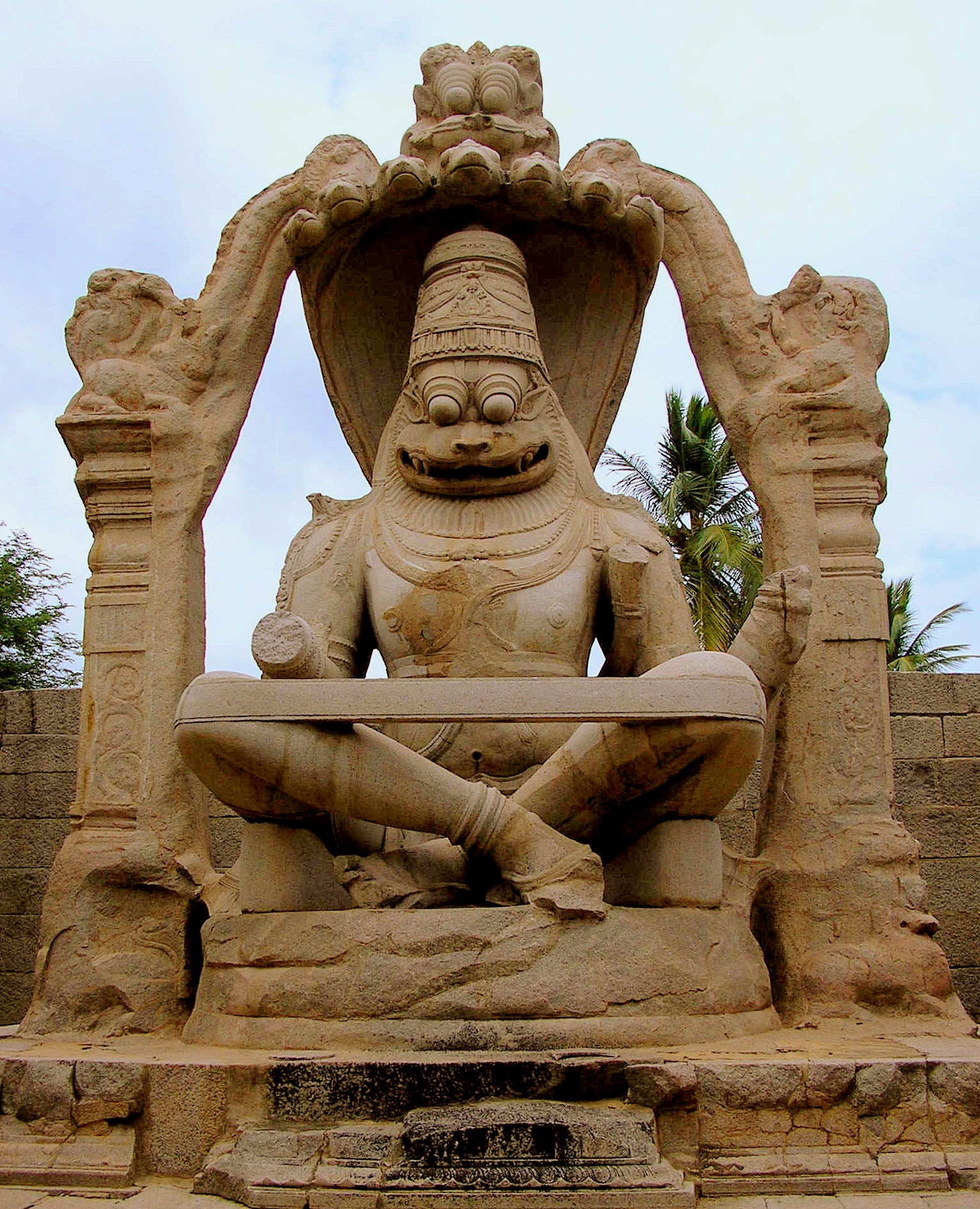
Estátua de Ugranarasimha em Hampi, um Patrimônio Mundial da UNESCO

Esses também foram os primeiros reinos a usar o canará na administração, como evidencia a inscrição Halmidi e uma moeda de cobre no século V descoberta em Banavasi. Essas dinastias foram seguidas pelos impérios canarás como os Badami Chaluquias, o Império Rastracuta de Maniaqueta e o Império Chaluquia Ocidental, que governou grandes partes do Decão e tinham como capital o que hoje é Carnataca. Os Chaluquias Ocidentais patrocinaram um estilo único de arquitetura e literatura canará, que se tornou precursora da arte Hoisala do século XII.
Na virada do primeiro milênio, os Hoiçalas adquiriram poder sobre a região. A literatura floresceu durante essa época, o que levou a métricas literárias canarás características e à construção de templos e esculturas que aderiram ao estilo Vesara de arquitetura. A expansão do Império Hoisala trouxe partes da moderna Andra Pradexe e Tâmil Nadu sob o seu jugo. No início do século XIV, Harihara e Buca Raia estabeleceram o Reino de Bisnaga, com a sua capital, Hosapatana (posteriormente renomeada Vijainagara), às margens do rio Tungabadra, no atual distrito de Bellary. O império ascendeu como um baluarte contra os avanços muçulmanos no sul da Índia, o qual controlou por mais de dois séculos.
Em 1565, Carnataca e o resto do sul da Índia experimentaram grande mudança geopolítica, quando o Reino de Bisnaga sucumbiu a uma confederação de sultanados muçulmanos na Batalha de Talikota. O Sultanado de Bijapur, que ascendera após o fim do Sultanado de Bamani, de Bidar, logo tomou controle do Decão; foi derrotado pelos mogóis no século XVII tardio. Os governantes Bamani e Bijapur promoveram a literatura persa e urdu e a arquitetura indo-saracênica, o Gol Gumbaz sendo um dos pontos altos desse estilo.

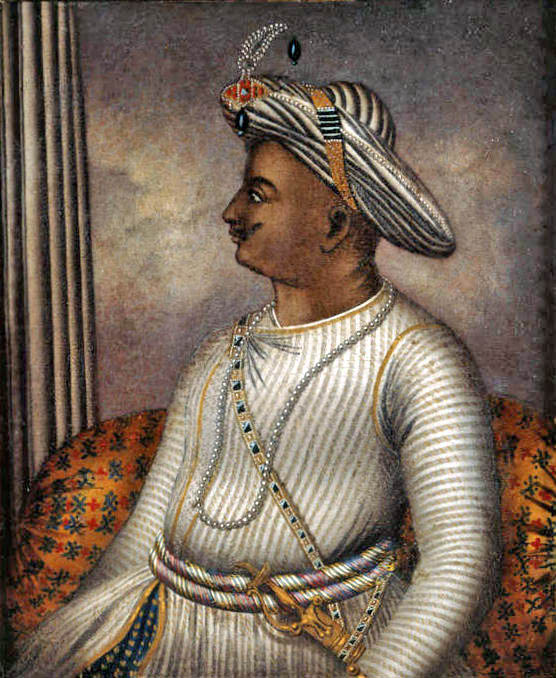
Sultão Tipu foi um dos governantes mais poderosos da Índia antes do advento dos britânicos

No período que seguiu, partes do norte de Carnataca foram governadas pelo nizã de Hiderabade, pelos britânicos e por outras potências. No sul, o Reino de Maiçor, ex-vassalos do Império Vijaianagara, foi brevemente independente. Com a morte de Crixenarajá Uodeiar II, Haidar Ali, comandante-em-chefe do exército Maiçor, obteve controle sobre a região. Após a sua morte, o reino foi herdado pelo seu filho Sultão Tipu. Para deter a expansão europeia no sul da Índia, Haidar Ali e depois Sultão Tipu lutaram em quatro Guerras Anglo-Maiçorana significativas, a última das quais resultou na morte de Sultão Tipu e na incorporação de Maiçor à Índia britânica em 1799.
Outras insurreições se seguiram, como as que ocorreram em Supa, Bagalkot, Shorapur, Nargund e Dandeli. Essas rebeliões, que coincidiram com a guerra de independência de 1857, foram lideradas por Mundargi Bhimarao, Bhaskar Rao Bhave, Halagali Bedas, Venkatappa Nayaka, entre outros. No século XIX tardio, o movimento emancipacionista ganhara força; Karnad Sadashiva Rao, Aluru Venkata Raya, S. Nijalingappa, Kengal Hanumanthaiah, Nittoor Srinivasa Rau, entre outros, continuaram com a luta até o início do século XX.
Após a independência da Índia, o Maharaja Jayachamarajendra Wodeyar permitiu a adesão do seu reino à Índia. Em 1950, Maiçor tornou-se um estado indiano de mesmo nome; o ex-marajá serviu como Rajpramukh (cabeça de estado) até 1975.

## Divisões e distritos
O estado de Carnataca está subdividido em 6 divisões e 29 distritos, populações entre parênteses - março/2001:
| . |

- Belgaum
  - Bagalkot
  - Belgaum
  - Bijapur
  - Dharwad
  - Gadag
  - Haveri

- Gulbarga
  - Bellary
  - Bidar
  - Gulbarga
  - Koppal
  - Raichur

- Bangalor
  - Bangalor
  - Bagalor Rural - dividido em 08/2007
  - Chikballapur - criado em 08/2007
  - Chitradurga
  - Davanagere
  - Kolar - dividido em 08/2007
  - Ramanagara - criado em 08/2007
  - Shimoga
  - Tumkur

- Maiçor
  - Chamarajanagar
  - Chikmagalur
  - Hassan
  - Mandya
  - Maiçor

- Kanara
  - Dakshina Kannada
  - Udupi
  - Uttara Kannada

- Kodva
  - Kodagu

## Demografia
Segundo o censo indiano de 2001, a população total de Carnataca é de 52.850.562, dos quais 26.898.918 (50,89%) são homens e 25.951.644 (49,11%) são mulheres, ou seja, 1000 homens para cada 964 mulheres. Isso representa um aumento de 17,25% em relação à população de 1991. A densidade populacional é de 275,6 hab/km², com 33,98% da população vivendo em áreas urbanas. A taxa de alfabetização é de 66,6%, dos quais 76,1% são homens e 56,9% são mulheres. 83% da população é hindu, 11% é muçulmana, 4% é cristã, 0.78% é jaina, 0.73% é budista, e o resto pertence a outras religiões.
O canará é a língua oficial de Carnataca, sendo falado nativamente por 64,75% da população. Outras minorias linguísticas no estado (registradas em 1991) são: urdu (9,72%), telugu (8,34%), marata (3,95%), tâmil (3,82%), tulu (3,38%), hindi (1,87%), concani (1,78%), malaiala (1,69%) e Kodava Takk (0,25%). O estado tem taxa de natalidade de 2,2%, taxa de mortalidade de 0,72% e taxa de mortalidade infantil de 5,5%. A taxa de fertilidade é 2,2.

## Cultura

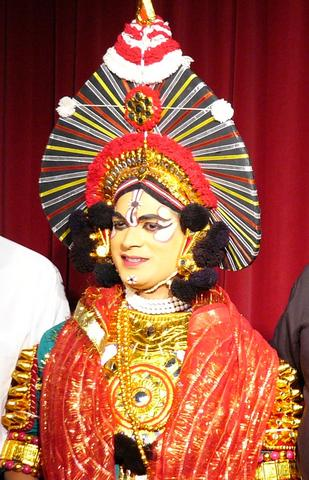
Artista de Yakshagana

As etnias linguísticas e religiosas diversificadas que são nativas de Carnataca, combinadas com as suas longas histórias, contribuíram imensamente à herança cultural variada do estado. Além dos canadigas, Carnataca é lar dos tuluvas, Kodavas e concanis. Populações menores de budistas tibetanos e tribos como os soligas, ieravas, todas e sidis também vivem em Carnataca. As artes populares de Carnataca cobrem toda a gama de música, dança, drama, contos, etc. O Yakshagana da costa de Carnataca, uma peça folclórica clássica, é uma das principais formas de teatro de Carnataca. A cultura contemporânea de teatros em Carnataca continua vibrante, com organizações como Ninasam, Ranga Shankara, Rangayana e Prabhat Kalavidaru continuando a construir nas fundações preparadas por Gubbi Veeranna, T. P. Kailasam, B. V. Karanth, K. V. Subbanna, Prasanna e outros. Veeragase, Kamsale e Dollu Kunitha são formas de dança populares. O estilo Maiçor de Bharatanatyam, criado e popularizado pelos semelhantes da lendária Jatti Tayamma, continua a dominar Carnataca, e Bangalor tem a eminente posição de centro dos mais importantes de Bharatanatyam.
Carnataca também tem uma posição especial no mundo da música clássica indiana com ambos os estilos musicais carnatacas e hindustani tendo lugar no estado; Carnataca produziu grandes músicos em ambos os estilos. Ao referir-se a música, a palavra 'Karnataka', nome original dado à música clássica indiana, não significa o estado de Carnataca. O movimento Haridasa do século XVI contribuiu produtivamente para o desenvolvimento da música carnataca como arte cênica. Purandara Dasa, um dos Haridasas mais reverenciados, é conhecido como o Karnataka Sangeeta Pitamaha ('Pai da música Carnataca'). Músicos hindustanis célebres como Gangubai Hangal, Mallikarjun Mansur, Bhimsen Joshi, Basavaraja Rajaguru, Sawai Gandharva, entre outros, vêm de Carnataca, e alguns deles já receberam os prêmios Kalidas Samman, Padma Bhushan e Padma Vibhushan.

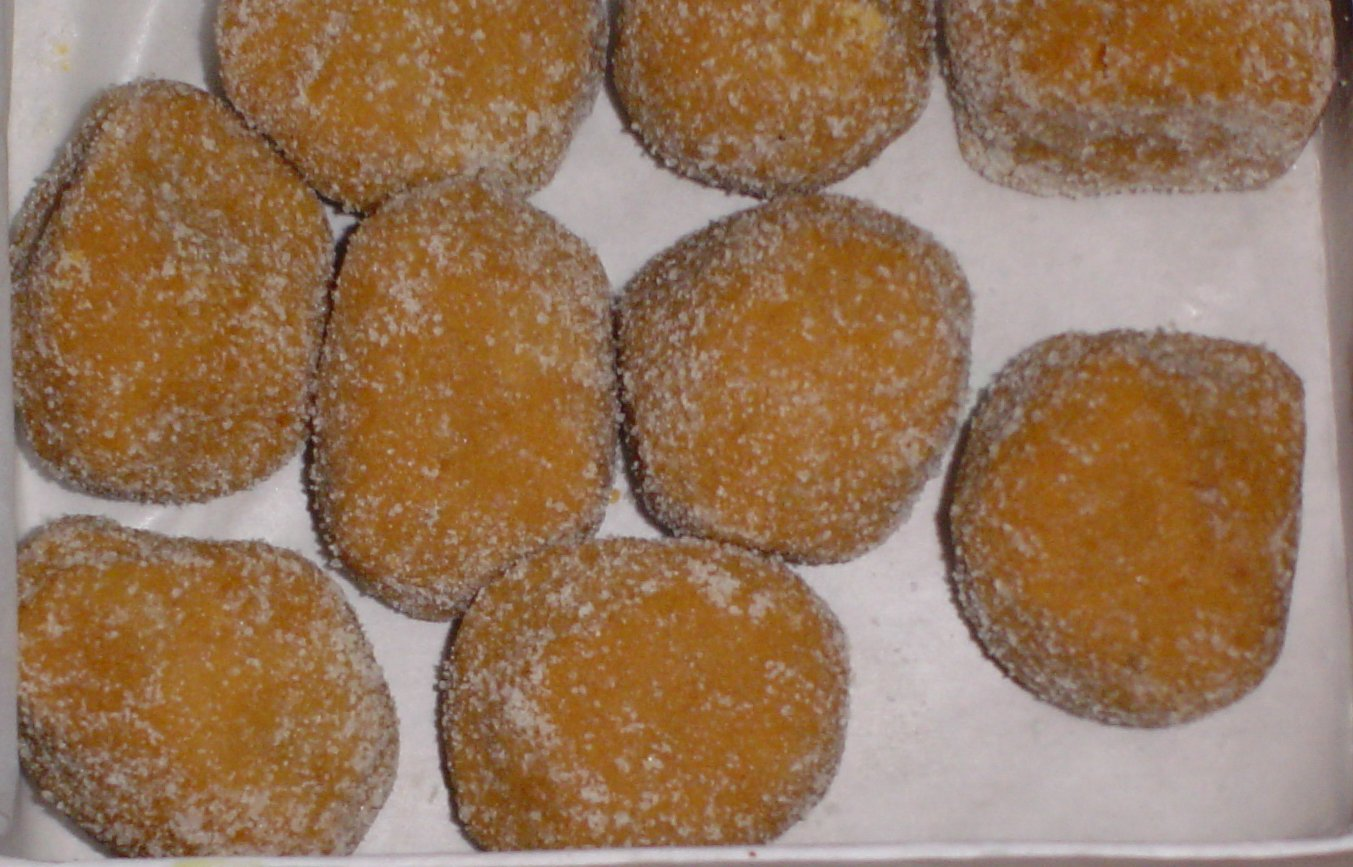
Dharwad pedha

Gamaka é outro estilo musical clássico indiano, baseado na música Carnataca. Kannada Bhavageete é um tipo de música popular que se inspira na poesia expressionista dos poetas modernos. A escola maiçorana de pintura produziu pintores como Sundarayya, Tanjavur Kondayya, B. Venkatappa e Keshavayya. Chitrakala Parishat é uma organização em Carnataca dedicada à promoção da pintura, principalmente no estilo maiçorano.
Saree é o vestido feminino tradicional em Carnataca. As mulheres em Kodagu têm um modo distinto de usar o saree, diferente do resto de Carnataca. Dhoti, conhecido como Panche em Carnataca, é a veste tradicional masculina. Camisa, calça comprida e Salwar kameez são muito utilizados nas áreas urbanas. Peta é a cobertura de cabeça tradicional de Carnataca, enquanto o pagadi, parecido com o turbante de Rajastão, é preferido no norte do estado.
Arroz e Ragi são os alimentos principais no sul de Carnataca, enquanto sorgo é o alimento principal no norte do estado.  Separadamente, a costa de Carnataca e Kodagu têm uma cozinha própria. Bisi bele bath, Jolada rotti, Ragi mudde, Uppittu, Masala dosa e Maddur vada são alguns dos pratos populares em Carnataca. Entre os doces, Mysore Pak, Belgaavi Kunda, Gokak karadantu e Dharwad pedha são populares.

## Religião

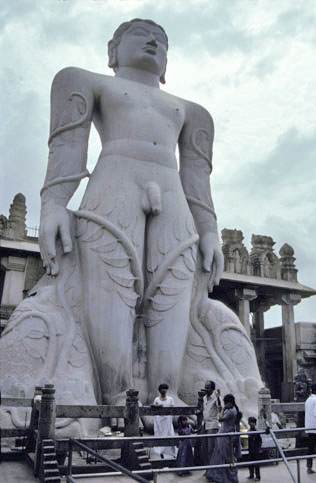
O monólito Gomateswara (982-983), em Shravanabelagola, um dos principais centros de peregrinação jainistas atualmente

As três escolas mais importantes de filosofia hindu, Advaita, Vishistadvaita e Dvaita floresceram em Carnataca. Madhvacharya nasceu em Carnataca, enquanto Adi Shankaracharya escolheu Sringeri, em Carnataca, para estabelecer o primeiro dos seus quatro mathas. Ramanujacharya, fugindo da perseguição dos Cholas em Tamil Nadu, passou muitos anos em Melkote. No século XII, o Veerashaivismo emergiu no norte de Carnataca, como protesto contra a rigidez do sistema social e de castas predominante na  época. Os líderes do movimento foram Basava, Akka Mahadevi e Allama Prabhu, que estabeleceu o Anubhava Mantapa, onde a filosofia de Shakti Vishishtadvaita foi exposta. Essa foi a base da fé Lingayat, que atualmente conta milhões entre os seus seguidores. A filosofia e literatura Jain ccontribuíram imensamente ao panorama religioso e cultural de Carnataca.
O Islã, que já teve uma presença na costa oeste da Índia já no século X, ganhou uma posição segura em Carnataca com a ascensão dos sultanados Bahamani e Bijapur, que governaram partes de Carnataca. O Cristianismo alcançou Carnataca no século XVI com a chegada dos portugueses e Francisco Xavier em 1545. O Budismo era popular em Carnataca durante o primeiro milênio, em locais como Gulbarga e Banavasi. Uma descoberta de éditos e várias relíquias máurias em Sannati, no distrito de Gulbarga, em 1986, provou que a bacia do rio Krishna já foi lar do Budismo Mahayana e Hinayana.
Mysore Dasara é celebrado como o Nada habba (festival do estado), e é marcado por grandes festividades em Maiçor. Ugadi (o ano novo canará), Makara Sankranti (o festival da colheita), Ganesh Chaturthi, Nagapanchami, Basava Jayanthi, Deepavali e Ramzan são outros dos principais festivais de Carnataca.

## Língua

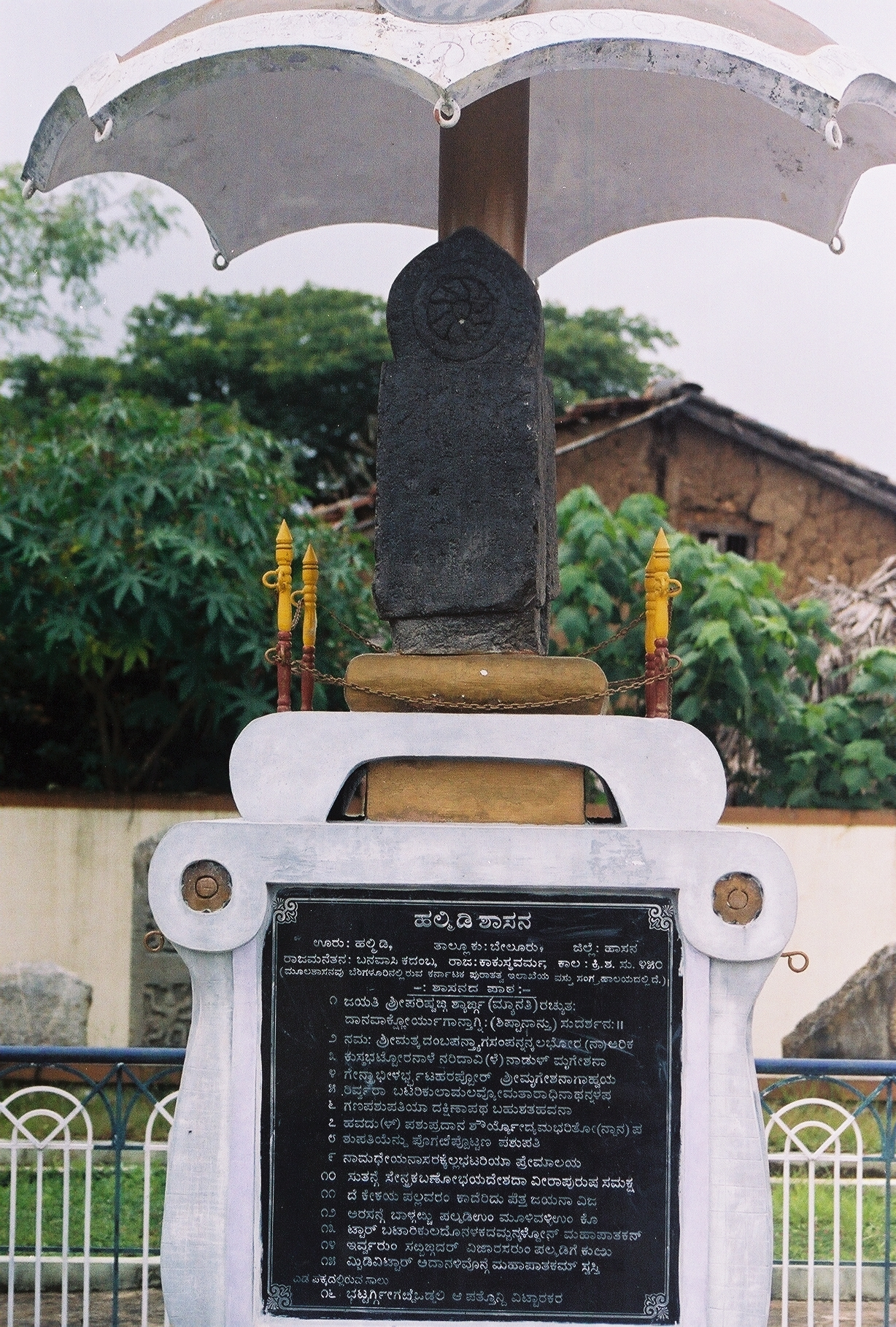
Inscrição Halmidi (c. 450) é a mais antiga inscrição registrada na língua canará

A língua canará é a língua oficial do estado e é a língua nativa de aproximadamente 65% da população de Carnataca. A língua canará teve um papel crucial na criação de Karnataka, já que a demografia lingüística foi um critério importante escolhido para criar o estado em 1956. Tulu, Kodava Takk e concani são outras línguas nativas importantes que dividem uma longa história no estado. O Urdu é falado em larga escala pela população muçulmana. Línguas menos faladas incluem Beary bashe e certos dialetos como o Sankethi. A língua canará tem uma rica e antiga literatura, abordando diversos tópicos, como Jainismo, Vachanas, Haridasa Sahitya. Evidências de éditos da época de Açoca sugerem que a escrita canará e a sua literatura foram influenciados pela literatura budista. A inscrição Halmidi, mais antiga inscrição completa na língua e escrita canará, é datada em 450 d.C., enquanto a obra literária mais antiga disponível, o Cavirajamarga, foi datada em 850 Referências feitas no Cavirajamarga, entretanto, provam que a literatura canará floresceu nas métricas Chattana, Beddande e Melvadu, durante séculos anteriores. Em tempos modernos, o escritor A. N. Krishna Rao disseminou largamente a literatura popular em canarês, recebendo o apelido de Imperador dos romances entre as novas legiões de leitores das classes trabalhadoras.
Kuvempu, o renomado poeta e escritor canará que escreveu Jaya Bharata Jananiya Tanujate, o hino estadual de Carnataca, foi o primeiro receptor do prêmio "Karnataka Ratna", o prêmio civil mais importante fornecido pelo Governo de Carnataca.
A literatura canará contemporânea é bem reconhecida no campo da literatura indiana; sete escritores canarás ganharam a maior honra literária da Índia, o prêmio Jnanpith, que é o mais importante para qualquer língua na Índia.
A língua Tulu é falada principalmente nos distritos litorâneos de Udupi e Dakshina Kannada. Tulu Mahabharato, escrito por Arunabja na escrita Tulu, é o texto Tulu mais antigo sobrevivente.  A língua Tulu usa, atualmente, a escrita canará, devido ao declínio gradual da escrita Tulu, que ainda era usada há poucos séculos. Os Kodavas, que residem principalmente no distrito de Kodagu, falam Kodava Takk. Existem duas variações regionais da língua: o Mendale Takka no norte e o Kiggaati Takka no sul. A língua concani é falada principalmente no distrito de Uttara Kannada e em algumas partes dos distritos de Udupi e Dakshina Kannada. Ambas as línguas Kodava Takk e concani utilizam a escrita canará para escrever. O inglês é o meio de educação em muitas escolas e é amplamente usado para negócios em companhias relacionadas a tecnologia e BPOs.
Todas as línguas do estado são patrocinadas e promovidas por corpos governamentais e quasi-governamentais. O Kannada Sahitya Parishat e a Kannada Sahitya Akademi são responsáveis pela promoção do canará, enquanto a Karnataka Konkani Sahitya Akademi, a Tulu Sahitya Akademi e a Kodava Sahitya Akademi promovem as suas respectivas línguas.

## Educação

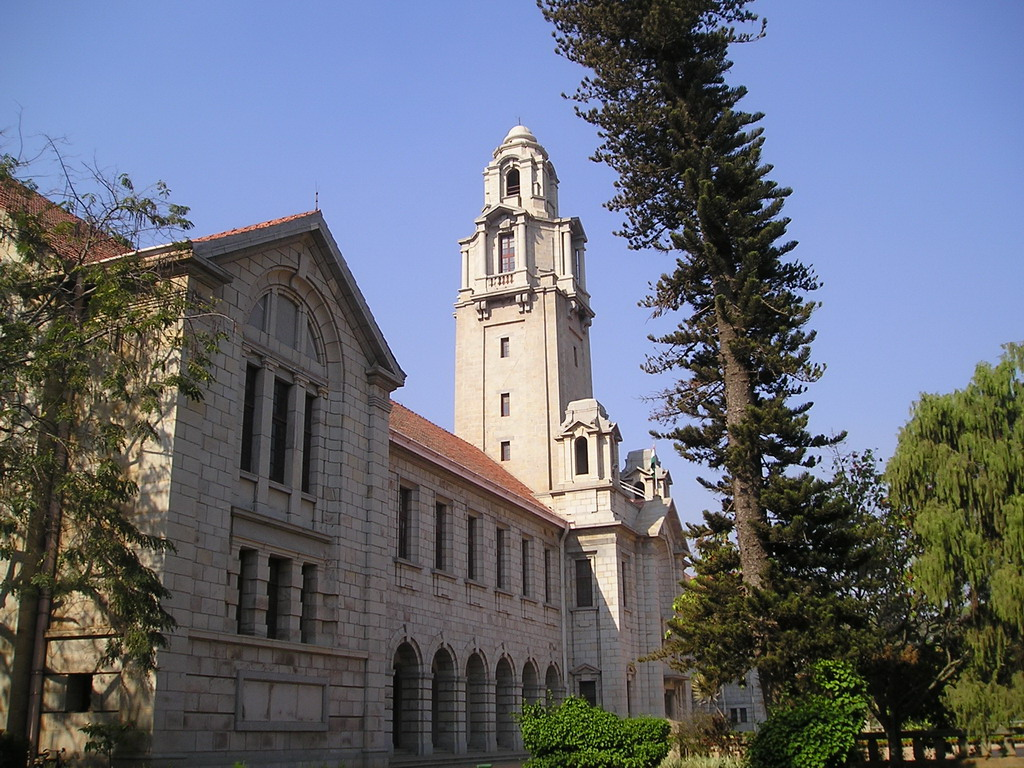
Indian Institute of Science, um dos mais importantes institutos da Índia, localizado em Bangalor

Segundo o censo de 2001, Carnataca tem uma taxa de alfabetização de 67,04%, sendo que 76,29% são homens e 57,45% são mulheres. O estado é lar de algumas das principais instituições educacionais e de pesquisa da Índia, como o Indian Institute of Science, o Indian Institute of Management, o National Institute of Technology Karnataka e o National Law School of India University.
Em março de 2006, Carnataca tinha 54.529 escolas primárias, com 252.875 professores e 8,495 milhões de estudantes, e 9.498 escolas secundárias, com 92.287 professores e 1,348 milhões de estudantes. Há três tipos de escolas no estado: públicas, privadas auxiliadas (auxílio financeiro do governo) e privadas não-auxiliadas (nenhum auxílio). As línguas primárias de instrução na maioria das escolas são canará e inglês. O plano de ensino das escolas é ou do CBSE, ou do ICSE ou o plano do estado (SSLC), definido pelo Departamento de Instrução Pública do Governo de Carnataca. Com o objetivo de maximizar a presença nas escolas, o Governo de Carnataca lançou um esquema de refeições ao meio dia, e ajudou as escolas nas quais almoço grátis é provido aos alunos. Bancas de exames estaduais são realizadas ao final de cada período letivo da educação secundária, e estudantes qualificados são permitidos de perseguir um curso pré-universitário, após o qual os estudantes ficam qualificados a perseguir um bacharelato.

## Mídia
A era dos jornais em canará começou no ano de 1843, quando Hermann Mögling, missionário da Missão Basel, publicou o primeiro jornal em canará, o Mangalooru Samachara, em Mangalor. O primeiro periódico em canará, Mysuru Vrittanta Bodhini, foi criado por Bhashyam Bhashyacharya, em Maiçor. Pouco tempo após a independência da Índia, em 1948, K. N. Guruswamy fundou The Printers (Mysore) Private Limited, e começou a publicar dois jornais, o Deccan Herald e o Prajavani. Atualmente, o Times of India e o Vijaya Karnataka são os jornais mais vendidos em inglês e canará, respectivamente. Um vasto número de revistas semanais, bissemanais e mensais são publicadas tanto em canará quanto em inglês. Udayavani, Kannadaprabha, Samyukta Karnataka, Vaartha Bharathi, Sanjevani, Eesanje e Karavali Ale são revistas diárias publicadas em Carnataca.
Doodarshan é o radiodifusor do Governo da Índia, e o seu canal DD Chandana é dedicado ao canará. Canais proeminentes em canará incluem ETV Kannada, Zee Kannada, Udaya TV, U2, TV 9, Asianet Suvarna e Kasturi TV.
Carnataca tem uma posição especial na história da rádio indiana. Em 1935, Aakashvani, a primeira estação privada de rádio da Índia, foi iniciada pelo professor M. V. Gopalaswamy em Maiçor. A popular estação de rádio foi assumida pela municipalidade local e posteriormente pela All India Radio (AIR), movendo-se para Bangalor em 1955. Depois, em 1957, a AIR adotou o nome original da estação de rádio, Aakashvani, como o seu próprio nome. Alguns dos programas populares transmitidos por AIR Bangalore incluíam Nisarga Sampada e Sasya Sanjeevini, que ensinavam conceito científicos por meio de canções, peças e estórias. Esses dois programas tornaram-se tão populares que foram traduzidos e transmitidos em 18 línguas diferentes, e a série inteira foi gravada em fitas cassete pelo Governo de Carnataca e distribuída em milhares de escolas no estado. Carnataca tem testemunhado um crescimento nos canais de rádio FM principalmente na cidade de Bangalor, que tem aproximadamente 10 canais, que se tornaram extremamente populares.

## Flora e fauna

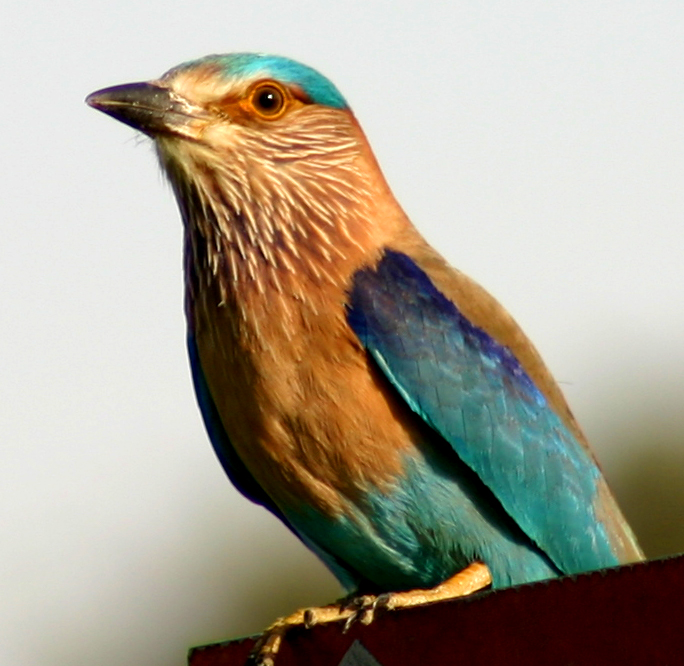
A ave estadual, Coracias benghalensis

Carnataca tem uma rica diversidade de flora e fauna. Tem uma área florestal registrada de 38.720 km², que constitui 20,19% da área geográfica total do estado. Essas florestas sustentam 25% dos elefantes e 10% da população de tigres indiana. Muitas regiões de Carnataca são inexploradas, então, novas espécies de flora e fauna são periodicamente encontradas. Os Gates Ocidentais, um hotspot de biodiversidade, inclui a região ocidental de Carnataca. Duas porções dos Gates Ocidentais, Talakaveri e Kudremukh, ambas em Karnataka, são candidatas a Patrimônios Mundiais da UNESCO. OS Parques Nacionais de Bandipur e Nagarahole, fora dessas porções, foram incluídas na Reserva de Biosfera de Nilgiri, em 1986, uma designação da UNESCO. A Coracias benghalensis e o elefante indiano (Elephas maximus indicus) são reconhecidos como a ave e o animal estaduais, enquanto o sândalo e o lótus são a árvore e a flor estaduais, respectivamente. Carnataca tem cinco parques nacionais: Anshi, Bandipur, Bannerghatta, Kudremukh and Nagarhole. O estado também possui 25 santuários de vida selvagem, dos quais sete são santuários de aves.